# Web Distributed Data eXchange
Web Distributed Data eXchange, sigle WDDX, est un format d'échange de données entre applications. Il est basé sur XML. Il a été créé par Allaire Corporation pour son environnement ColdFusion. Des bibliothèques permettent de l'utiliser avec de nombreux langages comme C++, Java, PHP, Python, etc.
WDDX est basé sur une DTD XML 1.0 qui permet de représenter toute sorte de données avec leur type indépendamment du langage dans lequel elles seront utilisées. Cette DTD définit des types de base (booléen, nombre, chaîne de caractères, horodatage) qui peuvent être combinés en types complexes (tableaux, structures, et tables).
À ce jour, WDDX reste un format propriété de Macromédia.